# Saint-Martial, Charente

Saint-Martial este o comună în departamentul Charente, Franța. În 1 ianuarie 2022 avea o populație de 121 de locuitori.